# 올라 솔바켄
올라 셀바그 솔바켄(노르웨이어: Ola Selvaag Solbakken, 1998년 9월 7일 ~ )는 노르웨이의 축구 선수이다. 그의 포지션은 윙어로, 현재 덴마크 수페르리가의 노르셸란에서 활약하고 있다.

## 클럽 경력

### 보되/글림트
란하임에서 프로 경력을 시작한 솔바켄은 2019년 12월 18일, 보되/글림트와 2년 계약을 맺었으며 2020년 1월 1일 클럽에 합류하였다.

### 로마
2022년 11월 23일, 세리에 A의 로마는 자유 계약으로 솔바켄과 2027년 6월 30일까지 계약을 맺었으며 보되/글림트와 연말까지 맺은 계약 기간 만료 후 2023년 1월 2일에 클럽에 합류하게 될 것이라고 발표하였다.

## 국가대표팀 경력
솔바켄은 2021년 11월 13일, 라트비아와의 2022년 FIFA 월드컵 예선전에서 노르웨이 축구 국가대표팀 데뷔전을 치렀다.

## 수상 내역
보되/글림트
- 엘리테세리엔: 2020, 2021